# ههيا (مركز)
مركز ههيا، مركز إداري مصري. يقع في محافظة الشرقية الواقعة في جمهورية مصر العربية. القاعدة الإدارية للمركز هي مدينة ههيا.

## السكان
وفقاً لآخر احصائيات فإن تعداد مركز و مدينة ههيا 318390 نسمة